# Zamarre
Zamarre es un despoblado que actualmente forma parte del concejo de Délica, que está situado en el municipio de Amurrio, en la provincia de Álava, País Vasco (España).

## Toponimia
A lo largo de los siglos ha sido conocido también con los nombres de Zamarra, Zamarro y Zemarro.

## Historia
Documentado desde 1553, se dice que estaba situado a medio camino entre Délica y Paul.
Así se describe a Zamarro en el tomo XVI del Diccionario geográfico-estadístico-histórico de España y sus posesiones de Ultramar, obra impulsada por Pascual Madoz a mediados del siglo XIX:

Barrio en la provincia de Álava, partido judicial de Amurrio, ayuntamiento de Arrastaria, término de Delica: 5 casas.
Diccionario geográfico-estadístico-histórico de España y sus posesiones de Ultramar